# خالد بن برغش البوسعيدي
خالد بن برغش البوسعيدي (1874 - 1927) سادس سلاطين زنجبار والابن الأكبر لثاني سلاطين زنجبار برغش بن سعيد البوسعيدي ، تولى حكم زنجبار بعد الوفاة المفاجئة لابن عمه السلطان حمد بن ثويني بالساعة 11.40 صباحا يوم 25 أغسطس - 1896، ويرجح ان حمد بن ثويني مات مسموما، وقد وجهت أصابع الإتهام إلى خالد بن برغش والذي أعلن نفسه سلطانا لزنجبار إلا ان البريطانيين لم يعترفوا بسلطته لمخالفته لرغبتهم في أن تكون خلافة الحكم لصاحب الحق وهو السلطان حمود بن محمد، وقد أدى ذلك إلى نشوب الحرب الإنجليزية الزنجبارية، التي تعد أقصر حرب بالتاريخ (ما بين 36 إلى 45دقيقة حسب المصادر المتعددة.) وقد انسحب خالد من القصر قاصدا القنصل الألماني في الجزيرة فأعطاه حق اللجوء ونفي إلى دار السلام فعاش فيها حتى احتلتها بريطانيا في 1916 م، فاضطر لتسليم نفسه للبريطانيين الذين نفوه مرة أخرى إلى سيشل ثم جزيرة سانت هيلانة، ثم سمح للسلطان فيما بعد بالعيش في مومباسا حتى توفي فيها في عام 1927 م.

## أسرته
والده هو السلطان برغش بن سعيد ووالدته السيدة موزة بنت حمد بن سالم البوسعيد (توفيت عام 1918).
وله من الأولاد كالتالي:
- برغش بن خالد ( - توفي قبل 1954).
- سعيد بن خالد ( - توفي قبل عام 1954).
- ماجد بن خالد.
- ناصر بن خالد.
- علي بن خالد.
- غالب بن خالد (15 سبتمبر 1916 - 2 يناير 1951).
- قيس بن خالد (1917 - ).
- خولة بنت خالد.[3]